# Richard Robert Rive

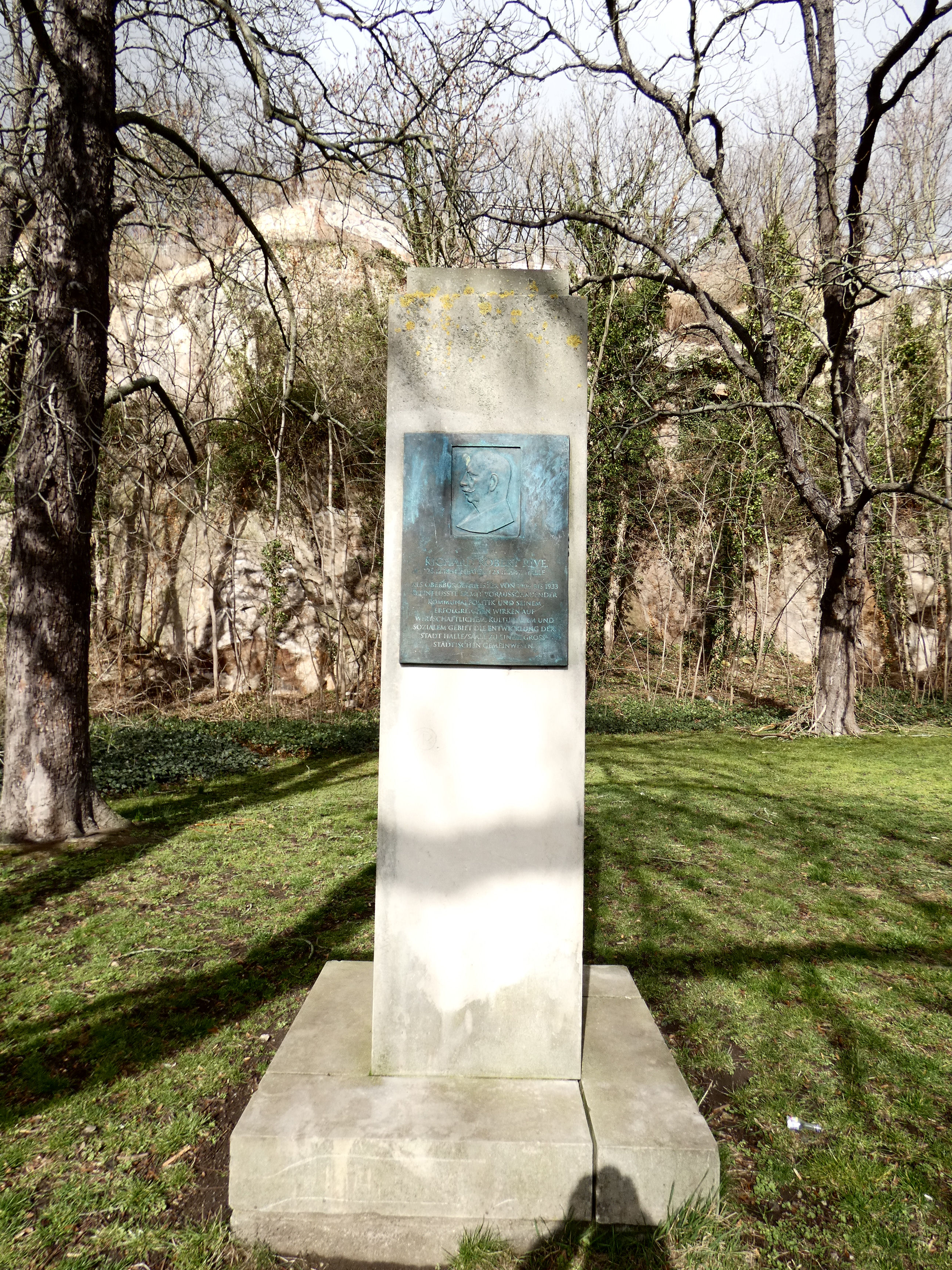
Gedenkstele für Richard Rive am Riveufer in Halle (Saale)

Richard Robert Rive (* 26. Dezember 1864 in Neapel; † 23. November 1947 in Halle (Saale)) war ab 1906 Erster Bürgermeister und von 1908 bis 1933 Oberbürgermeister der Stadt Halle.

## Leben
Als Sohn des Kaufmanns Hugo Rive wurde Richard Rive 1864 in Neapel geboren. Nach dem Tod des Vaters zog die Mutter mit ihren Kindern nach Breslau, wo Rive das Gymnasium besuchte und anschließend Rechtswissenschaften studierte. 1888 promovierte er zum Doktor der Rechtswissenschaften. Er leistete den einjährigen Wehrdienst ab und absolvierte anschließend das zweite juristische Staatsexamen. 1893 wurde er Gerichtsassessor in Breslau; von 1893 bis 1899 war er als Rechtsanwalt am dortigen Landgericht tätig.
Rives politische Laufbahn begann 1899 als besoldeter Stadtrat in Breslau; er hatte dieses Amt bis 1905 inne. Am 3. November 1905 wurde er durch die Stadtverordnetenversammlung der Stadt Halle zum Ersten Bürgermeister gewählt und trat dieses Amt zum 1. April des darauffolgenden Jahres an (offizielle Amtseinführung am 2. April 1906). Sein Amt als Oberbürgermeister nahm Richard Robert Rive, nach zweimaliger Wiederwahl, bis zum 31. März 1933 wahr, als er „aus Altersgründen“ entpflichtet und gleichzeitig zum Ehrenbürger der Stadt Halle (Magistratsbeschluss vom 9. August 1932) ernannt wurde. Sein Nachfolger als Oberbürgermeister wurde Johannes Weidemann. Rive hatte eine distanzierte Haltung gegenüber den Nationalsozialisten eingenommen, so dass es erst am 12. August 1945 durch den ersten Nachkriegsoberbürgermeister Theodor Lieser (1900–1973) zu einer feierlichen Überreichung des Ehrenbürgerbriefs kam.
Eine Honorarprofessur an der Rechts- und Staatswissenschaftlichen Fakultät der Martin-Luther-Universität Halle-Wittenberg bekleidete Rive vom 6. April 1933 bis zum Sommer 1935, dann wurde er von seinen Lehrverpflichtungen entbunden.
Von 1906 bis 1918 war Rive außerdem Mitglied des Preußischen Herrenhauses und ab 1918 Mitglied des Provinziallandtags der Provinz Sachsen und des Preußischen Staatsrates. 1917/18 gehörte Rive der Deutschen Vaterlandspartei an. Ab 1928 war er Mitglied der Deutschnationalen Volkspartei (DNVP).

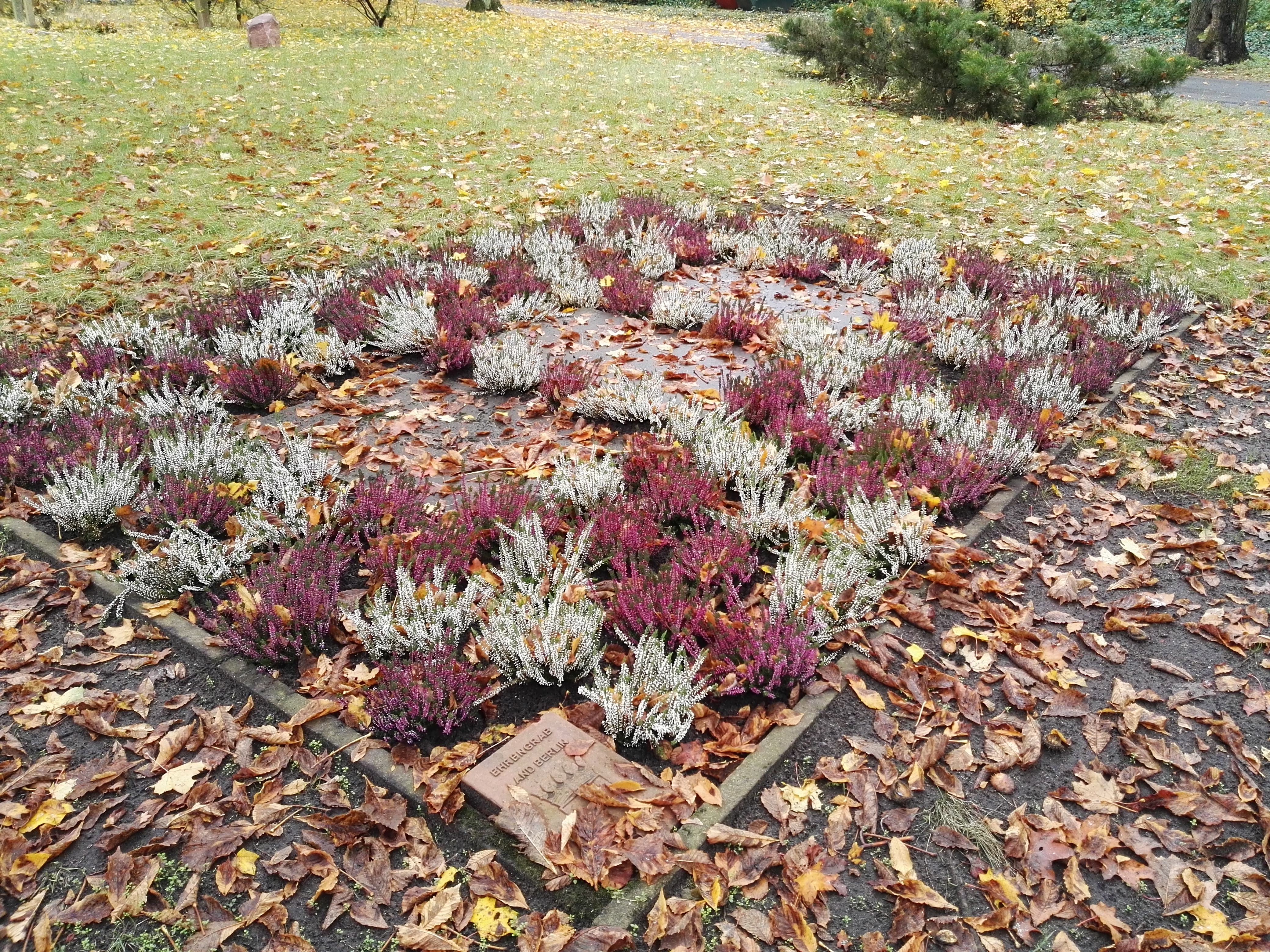
Grabstätte

Rives Schwiegervater war der Oberbürgermeister von Berlin Martin Kirschner. Rive starb am 23. November 1947 in Halle und wurde auf dem Zentralfriedhof Friedrichsfelde in  Berlin-Lichtenberg im selben Grab wie sein Schwiegervater Kirschner und sein Schwager, Generalleutnant Otto Stobbe (1870–1941), beigesetzt.

## Wirken
Während der Amtszeit Rives wurde die Stadtverwaltung modernisiert, so entstand etwa der heutige Ratshof als modernes Verwaltungsgebäude hinter dem damaligen Rathaus. Darüber hinaus tätigte man zahlreiche Ankäufe für die Stadt, darunter die Burg Giebichenstein (1921, Einrichtung einer Kunstgewerbeschule), den Reilsberg mit dem Zoologischen Garten der Stadt, die Brandberge und 1929 die Dölauer Heide. Die Kultureinrichtungen der Stadt wurden gefördert; daneben entstanden das Museum der Moritzburg (1904) und das Landesmuseum für Vorgeschichte (1913). Der Flughafen Leipzig/Halle wurde 1927 eröffnet, der städtische Hafen in Trotha 1931.

## Ehrung und Auszeichnungen
Rive erhielt während seiner Amtszeit folgende Orden und Auszeichnungen:
- Preußischer Königlicher Kronen-Orden III. Klasse
- Preußischer Roter Adlerorden III. Klasse
- Eisernes Kreuz II. Klasse am schwarz-weißen Band
- Verdienstkreuz für Kriegshilfe

1945 benannte die Stadt Halle eine Promenade entlang der Saale zwischen der Burg Giebichenstein und der Burgstraße nach dem langjährigen Oberbürgermeister. Das Rive-Ufer trug diesen Namen bis 1958, dann erfolgte im Rahmen des III. Pioniertreffens eine Umbenennung in Fritz-Weineck-Ufer. Seit 1992 trägt das Ufer wieder den Namen Rives; an den Oberbürgermeister erinnert dort zudem eine 1998 aufgestellte Stele mit einem Bronzeportrait.
Außerdem trägt ein Bus der Halleschen Verkehrs AG (HAVAG) den Taufnamen Richard Rober Rive.

## Werke
- Richard Robert Rive: Lebenserinnerungen eines deutschen Oberbürgermeisters. Kohlhammer, Stuttgart 1960.